# Asbury Lake
Asbury Lake è un census-designated place (CDP) degli Stati Uniti d'America, in particolare nella contea di Clay.